# Rolf Apreck
Rolf Apreck (* 9. Februar 1928 in Leipzig; † 21. Mai 1989 ebenda) war ein deutscher Opernsänger (Tenor).

## Leben

### Ausbildung und Engagement in Halle
Apreck wurde als Sohn eines Bankvorstehers geboren und studierte an der Hochschule für Musik in Leipzig von 1946 bis 1949 Gesang. In dieser Zeit sang er schon Oratorien-Solopartien in der Universitätskirche. Sein erstes Engagement führte ihn nach Halle/Saale, er gehörte zum Ensemble der Händel-Festspiele in Halle. Gleichzeitig begann seine Karriere als Konzert- und Oratoriensänger. Gastspiele mit dem Leipziger Thomanerchor und dem Dresdner Kreuzchor, Liederabende und Konzerte führten ihn in alle Welt. 1956 wurde er ans Landestheater Halle verpflichtet, wo er mit dem Don Ottavio in Don Giovanni debütierte.

### Kammersänger in Leipzig
1959 wurden ihm der Titel „Kammersänger“ und der Nationalpreis verliehen. Ab der Spielzeit 1959/60 wurde er als Heldentenor an das Opernhaus Leipzig verpflichtet, dessen Ensemble er bis 1989 angehörte.
Zur Eröffnung des neuen Opernhauses Leipzig sang Apreck den Tigrane in Händels Radamisto, an seiner Seite u. a. Hanne-Lore Kuhse, Sigrid Kehl und Bruno Aderhold. Während der Jahre seines Leipziger Engagements sang er alle großen Partien seines Fachs wie Max in Der Freischütz, Don José in Carmen, den Kaiser in Die Frau ohne Schatten in der legendären Inszenierung von Joachim Herz sowie Florestan in Fidelio, Bacchus in Ariadne auf Naxos, Riccardo in Ein Maskenball und Alvaro in La forza del destino.
Rolf Apreck übernahm zahlreiche Rollen aus der Opern- und Konzertliteratur der musikalischen Moderne. In der Uraufführung des Requiems Deutsches Miserere von Paul Dessau 1966 in Leipzig sang er die Tenorpartie. Als herausragend galt auch seine Interpretation als Pierre in Sergei Prokofjews Oper Krieg und Frieden. Gegen Ende seiner Karriere sang er Charakterrollen in Die wundersame Schustersfrau von Udo Zimmermann und in Die Sache Makropulos von Leoš Janáček.
Daneben war Apreck auch Gesangslehrer in Jena, Halle und Leipzig.

### Gastauftritte
Rolf Apreck hatte Gastauftritte an der Staatsoper Berlin und an der Komischen Oper in Berlin. 1965 gab Apreck außerdem ein Gastspiel am Bolschoi-Theater in Moskau als Erik im Fliegenden Holländer. Als Konzertsänger trat er in Westdeutschland, in der Schweiz und in England auf.

### Film- und Tonaufnahmen
1964 übernahm er in dem DEFA-Spielfilm Der fliegende Holländer den Gesangspart der Rolle des Erik. Die Rolle selbst spielte der Schauspieler Herbert Graedtke. Rolf Apreck nahm mit allen wichtigen Dirigenten Leipzigs eine Anzahl von Werken der klassischen und zeitgenössischen Musikliteratur für den Rundfunk sowie für in- und ausländische Schallplattenfirmen auf.

## Diskografie
Gesamtaufnahmen:
- Johann Sebastian Bach: Kantaten und andere Vokalwerke (Ramin, Leipziger Thomanerchor)
- Georges Bizet: Carmen
- Paul Dessau: Die Verurteilung des Lukullus
- Wolfgang Amadeus Mozart: Die Entführung aus dem Serail
- Wolfgang Amadeus Mozart: Messe c-Moll
- Wolfgang Amadeus Mozart: Requiem
- Heinrich Schütz: Lukas-Passion
- Bedřich Smetana: Die verkaufte Braut
- Georg Friedrich Händel: Radamisto – Mit H.-L. Kuhse, S. Kehl, H. Kaphahn, R. Süß, G. Leib unter H.-T. Margraf, Rundfunkchor Leipzig, Händel-Festspielorchester Halle (3 CDs bei Berlin Classics)

## Auszeichnungen
- Nationalpreis der DDR